# آلیسا کامپلین
آلیسا کامپلین (انگلیسی: Alisa Camplin؛ زادهٔ ۱۰ نوامبر ۱۹۷۴) اسکی‌باز نمایشی اهل استرالیا بود.
وی در مسابقات کشوری و بین‌المللی در مجموع برندهٔ ۲ مدال طلا، ۱ مدال برنز شده‌است.